# Östlig låglandsgorilla
Östlig låglandsgorilla (Gorilla beringei graueri) även Östlig slättlandsgorilla är en underart av östlig gorilla som tillhör familjen hominider bland primaterna. Dess underartsepitet syftar på den österrikiska forskaren Rudolf Grauer. Trots namnet är östlig låglandsgorilla närmare släkt med bergsgorilla än med västlig låglandsgorilla.

## Utseende
Östlig låglandsgorilla är det största taxonet i hela släktet. Hanar är vanligen 1,75 meter höga när de står upprätt men de håller sina knän lite böjd, annars skulle de vara nästan 2 meter långa. Honor är tydlig mindre. Angående hanarnas vikt finns olika uppgifter, medan Geissmann (2003) nämner upp till 200 kilogram anger Nowak (1999) upp till 275 kilogram. Honor når bara hälften av hanarnas vikt. Pälsen är liksom hos bergsgorillan svart. Den grå pälsen som är kännetecknande för gamla hanar av hela släktet förekommer bara på individens rygg. Östlig låglandsgorilla skiljer sig från bergsgorillan genom kortare hår (särskilt på armarna), en lite kraftigare kroppsbyggnad, längre armar och ett smalare ansikte.

## Utbredning
Östlig låglandsgorilla förekommer bara i östra delen av Kongo-Kinshasa. 

## Ekologi
Östlig låglandsgorilla lever som alla gorillor i skogshabitat, i regnskog och andra skogar som ligger i dalgångar eller på kuperade områden mellan 500 och 2 800 meter över havet.
Liksom andra gorillor lever de i grupper som vanligen består av en hane, flera honor och deras ungdjur. Deras sociala beteende är variabelt och gruppmedlemmar är inte fast vid sin flock. Reviren är inte avgränsade mot varandra och överlappar ofta. Trots allt undviker grupperna kontakt med varandra.
Östlig låglandsgorilla är liksom alla gorillor aktiv på dagen och sover på natten i bon byggda av blad och kvistar som placeras på marken eller i träd. Boet används vanligen bara en gång.

### Föda
I motsats till bergsgorillor har underarten främst frukt som föda men den äter även blad och andra växtdelar. Födan hittas på marken eller i träd och även hanar klättrar uppför träd. Om insekter eller andra smådjur ingår i födan är omstritt.

## Östlig låglandsgorilla och människan
Underartens utbredningsområde har minskat betydligt på grund av habitatförstöring. Underarten lever idag huvudsakligen i Kahuzi-Biega nationalpark, i Maiko nationalpark och i skogsområdet Itombwe. Till följd av inbördeskriget i regionen hotas underarten av tjuvjakt samt av gruvdrift (Coltan). Enligt IUCN minskar populationen oroväckande snabb. Under 1990-talet uppskattades beståndet till 17 000 individer men sentida studier uppskattar antalet till 5 000 individer.. Sedan 2016 listas östlig låglandsgorilla som akut hotad (CR).

## Systematik
Idag skiljs mellan två arter av gorillor, västlig gorilla och östlig gorilla. Den östliga låglandsgorillan utgör liksom bergsgorillan en underart till den östliga gorillan. Östlig låglandsgorilla är alltså närmare släkt med bergsgorillan än med den västliga låglandsgorillan.